# Xavier Marcet i Gisbert
Xavier Marcet i Gisbert (Terrassa, 1961) és un consultor d'empreses i professor, expert en estratègia, innovació, i transformació de les organitzacions. Publica mensualment uns articles al suplement “Dinero” de la Vanguardia, a través dels quals difon el seu pensament, fruit de la seva experiència professional, que giren entorn del concepte de management humanista

## Trajectòria
Llicenciat en Història Contemporània per la UAB (1984), va fer un postgrau de Gestió Pública a ESADE, i diversos cursos i seminaris a la Universitat de Berkeley Es va iniciar professionalment com a professor d'Història Moderna a la UAB (1988-91). El 1993 es va incorporar a la UPC com a cap de Gabinet del Rector Jaume Pagès. El 1999 va deixar la universitat per incorporar-se a dirigir el consorci Localret i el 2002 va fundar LTC, l'origen de l'empresa de consultoria d'innovació i estratègia Lead to Change, que presideix des de Barcelona, amb activitat fonamentalment a Catalunya, Espanya, Llatinoamèrica i Estats Units El 2010 va fundar la Barcelona Peter Drucker Society de la qual és president.
Al llarg dels darrers 20 anys, ha participat en la creació d'una desena d'empreses i a cocrear diverses start-ups com 8 Wires, Worldcoo o ProtecTextiles. Ha estat president del patronat de l'EUNCET Business School, vinculada a la UPC i president del patronat de l'Institute for Advanced Arquitecture of Catalonia. Actualment també és professor d'estratègia i comunicació, innovació aplicada a l'estratègia, i emprenedoria i lideratge a la UPF Barcelona School of Management. La seva vocació docent i de divulgació l'ha portat a fer classes en diversos centres universitaris de formació de postgrau, i a impartir conferències a tot tipus de col·lectius professionals interessats en la gestió del canvi, en la gestió de la incertesa o el lideratge en les organitzacions. Col·labora també habitualment en diversos mitjans de comunicació com ara La Vanguardia, Catalunya Ràdio, Sintetia, Via Empresa o Diari de Terrassa

## Publicacions
- 2010 -Cosas que aprendemos después. Plataforma editorial ISBN 978-84-96981-89-8
- 2013 - Innovación Pública. RIL Editores ISBN 978-956-01-0035-1 Coautors: Carmina Sánchez i Marcelo Lasagna
- 2018 - Esquivar la mediocridad. Plataforma editorial ISBN 978-84-17114-35-0
- 2021 - Crecer haciendo crecer. Plataforma editorial ISBN 978-84-18285-63-9
- 2022 - Management Humanista. Plataforma editorial ISBN 978-84-19655-09-7 Coautor: Javier García
- 2024 - Management del sentido común. Plataforma editorial ISBN 978-84-10243-79-8